# Avenida de la Marina
La avenida de la Marina, anteriormente llamada avenida Prolongación Pershing, es una de las principales avenidas del área metropolitana de Lima, en el Perú. Así mismo se constituye como una de las principales vías de entrada al Callao. Une los distritos limeños de Pueblo Libre y San Miguel, con el distrito chalaco de La Perla.
Se caracteriza por ser una de las avenidas con mayor movimiento comercial de toda la ciudad puesto que es un punto estratégico para ciudadanos provenientes del Callao, y de las zonas oeste y norte de Lima. Esta última se encuentra conectada por la avenida Universitaria.
Adicionalmente, al estar conectada con la avenida Elmer Faucett y la avenida Faustino Sánchez Carrión con la avenida Javier Prado, forma parte de un gran corredor de ingreso y salida del país puesto que constituye como principal ruta de salida desde el Aeropuerto Internacional Jorge Chávez hasta los distritos limeños de Barranco, Miraflores, San Isidro, San Borja y Surco, que concentran la mayor oferta hotelera de la ciudad. Es así, como la avenida se convierte en la vía más transitada por los turistas locales y extranjeros. Además, es considerada como la avenida más congestionada del distrito de San Miguel, debido al tráfico desordenado y caótico. Así mismo esta vía cuenta con el abuso de la publicidad visual, siendo éste, un factor que invita al desorden del peatón y del conductor. Como vía principal, conecta a los distritos aledaños de San Isidro, Jesús María, Magdalena del Mar, Bellavista y el Callao. Es una vía de acceso importante, pero se encuentra mal administrada. A consecuencia de esto, dificulta el comercio y transporte de insumos básicos y productos de ocio, lo que convierte a San Miguel en un distrito de clase media, pero con costos elevados.
Posee una ciclovía entre la avenida Brasil y la avenida Universitaria, y otra entre la avenida Insurgentes y el óvalo Saloom.

## Recorrido
La avenida de la Marina nace en la avenida Brasil, continuando el trazo de la avenida Faustino Sánchez Carrión. Esta confluencia genera un puente bypass que pasa por sobre la primera. En sus primeras cuadras, la avenida es de carácter residencial; sin embargo, en su cruce con la avenida Antonio José de Sucre, la avenida empieza a adoptar un carácter comercial. En este cruce, se encuentra el Seminario de Santo Toribio. Algunas cuadras más adelante, se ubican galerías de artesanía, donde se pueden encontrar objetos sencillos y económicos como llaveros, y objetos con precios más exigentes como cubrecamas de piel de alpaca. Todos estos son productos típicos que reflejan la cultura y esencia del Perú.
En la cuadra 17, cruce con la avenida Universitaria, se encuentra otro punto comercial como el centro comercial Plaza San Miguel y la Pontificia Universidad Católica del Perú. Asimismo, se encuentra un gran número de casinos, tragamonedas, bancos, restaurantes tradicionales, hoteles, farmacias y gimnasios. Esta aglomeración, cuyo epicentro es el mencionado centro comercial, se inicia unas dos cuadras antes (zona de las discotecas) y continua hasta la cuadra 27, donde se encuentran la tienda de Importaciones Hiraoka y las oficinas de Pluz (anteriormente Enel). Detrás de este, se encontraba el centro comercial Marina Park, que cerró en 2010 y fue demolido en 2015.
Antiguamente, en la cuadra 24 de La Marina, se encontraba el local de la Feria Internacional del Pacífico, el más grande del Perú, y en el cual, no solo se llevaba a cabo esa feria, sino que también se llevaba a cabo la Feria del Hogar, todos los años en el mes de julio con motivo de las Fiestas Patrias. Sin embargo, dicho local cerró en 2003. Actualmente, se ubica una tienda de la cadena Sodimac, inaugurada en 2004. Y que en diciembre de 2007, esa zona es reinaugurada como Open Plaza La Marina. Al frente de dicho local, se extiende la avenida Parque de las Leyendas, que lleva al concurrido zoológico del Parque de las Leyendas.
La oferta educativa también es amplia, ya que en dicha zona existen varias academias preuniversitarias e institutos de idiomas, resaltando el edificio del Instituto Cultural Peruano Norteamericano (IPCNA). Asimismo, en el cruce con la avenida Rafael Escardó, se ubica el cuarto campus de la Universidad Peruana de Ciencias Aplicadas (UPC).
En la cuadra 33 con el parque Las Naciones, se encuentra la esquina con la avenida Elmer Faucett, cuya avenida es importante, ya que lleva directamente al Aeropuerto Internacional Jorge Chávez. 
En la cuadra 37, se halla la Comandancia General de la Marina de Guerra del Perú, edificio conocido como el Ministerio de Marina, donde tuvo su sede esa entidad antes de su fusión en el Ministerio de Defensa.
En su cuadra final, antes de llegar al óvalo Saloom se encuentra una sede de emisión de licencias del Gobierno Regional del Callao. La avenida Guardia Chalaca sigue el trazo de dicha avenida, ambas están comunicadas mediante un paso a desnivel elevado que se extiende sobre dicho óvalo.